# Gertraud Ellinger-Binder
Gertraud Ellinger-Binder (* 20. Januar 1938 in Heilbronn; auch Gertraut Ellinger-Binder) ist eine deutsche Malerin und Zeichnerin. 

## Leben
Von 1957 bis 1961 studierte sie an der Akademie der Bildenden Künste Stuttgart bei Gollwitzer, Schellenberger und Yelin. 1961 absolvierte sie das Staatsexamen für das künstlerische Lehramt. Sie lebt in Stuttgart.

## Werk
Das malerische Werk Ellingers ist der Tradition der schwäbischen Landschaftsmalerei verpflichtet. Einzelausstellungen ihrer Gemälde waren seit 1965 vor allem in Heilbronn zu sehen. Im Rahmen der Kunst am Bau hat sie auch Arbeiten an öffentlichen Gebäuden ausgeführt, dort vor allem Glasmosaiken und Glasfenster, u. a. in der Versorgungskuranstalt Wildbad (1959), in der Grundschule Maichingen (1960), in der Aussegnungshalle Holzgerlingen (1961) und in der Heilbronner Christuskirche (1963). Für das Güglinger Palmtuch (1988) hat sie ebenfalls ein Feld gestaltet.
Sie ist Mitglied im Künstlerbund Heilbronn. Mehrere ihrer Werke wurden von der öffentlichen Hand angekauft, u. a. von der Stadt Heilbronn, vom Kultusministerium Baden-Württemberg und vom Land Baden-Württemberg.